# 베네수엘라만

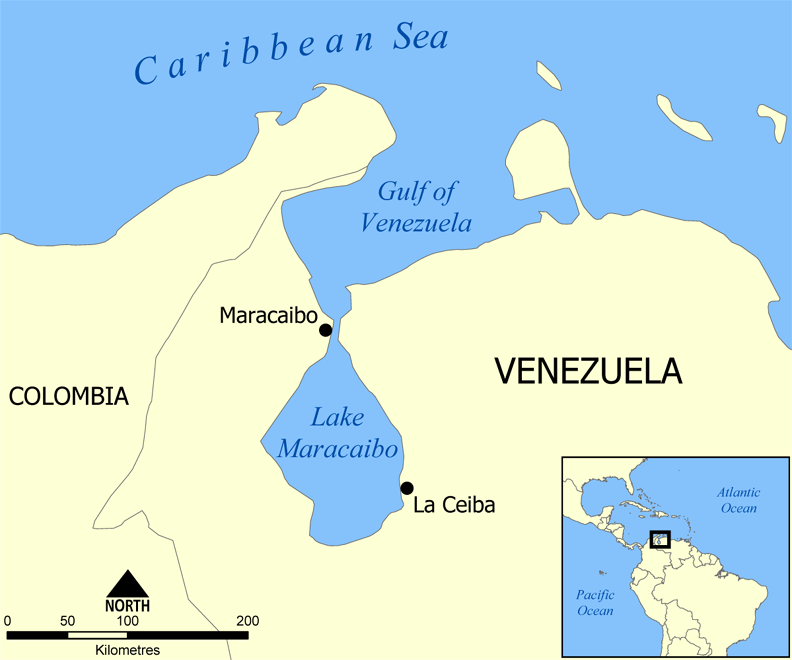
베네수엘라만의 위치.

베네수엘라만(스페인어: Golfo de Venezuela, 다른 말로 코키바코아만(스페인어: Golfo de Coquivacoa), 마라카이보만(스페인어: Golfo de Maracaibo))은 카리브해 남쪽에 위치한 만이다. 베네수엘라의 술리아주, 팔콘주, 그리고 콜롬비아 영토인 라과히라주에 둘러싸여 있다. 만의 대부분은 베네수엘라의 영해이며, 일부가 콜롬비아 측 과히라반도에 면하는데, 이 때문에 양 국가는 영해 경계선에 관해 분쟁을 계속하여 왔다.
남쪽에는 마라카이보 호수가 있는데, 베네수엘라만과는 54 km 길이의 해협(운하)을 통해 연결된다.

## 위치

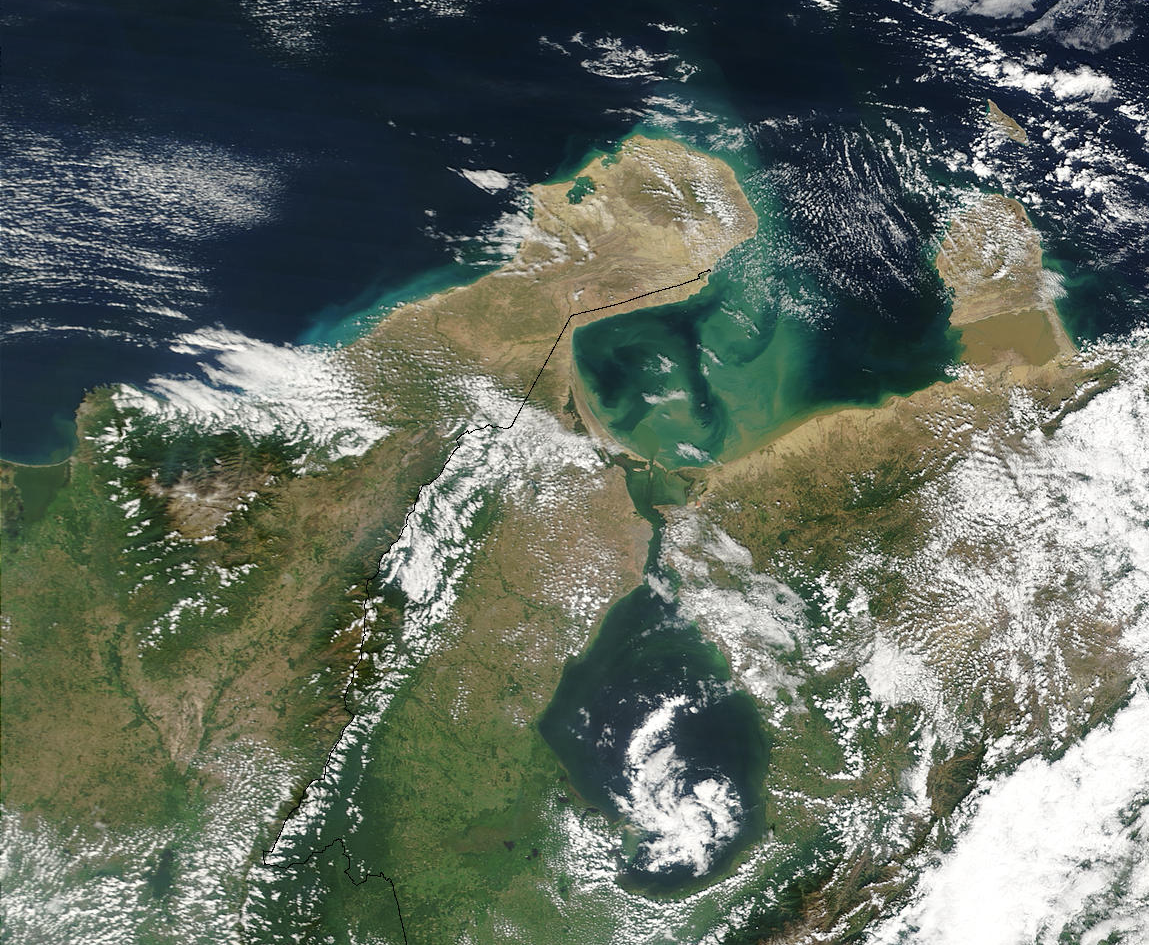
과히라반도(왼쪽)과 베네수엘라만(오른쪽)

이 만은 남아메리카 대륙 최북단에 위치한다. 베네수엘라 팔콘주 파라과나반도, 콜롬비아 과히라반도에 둘러 싸여 있다. 마라카이보 호수와는 인공 운하를 통해 연결된다.
베네수엘라와 콜롬비아 양국가의 베네수엘라만에 대한 영토/영역 분쟁은 아직 해결되지 않았다. 수십 년간 양측은 협상을 계속해왔다.

## 역사
서양 문명은 베네수엘라만을 1499년에 발견하였다. 아메리고 베스푸치와 동행했던 알론소 데 오헤다가 이끄는 탐험대가 이 곳을 발견하였다. 이들은 베네수엘라의 해안선을 따라 탐험하면서 정보를 수집했고, 새로 발견한 땅에 이름을 붙였다. 이들은 네덜란드령 안틸레스와 파라과나반도를 거쳐 여기에 이르렀다.
영해 구분선은 19세기 베네수엘라와 콜롬비아가 에스파냐에서 독립한 이후 계속 논란이 되어왔었다. 당시 와유우 토착 부족이 그 지역에서 저항을 했기 때문에, 에스파냐 제국은 영역을 제대로 나눌 수 없었다. 다시 말해, 그란콜롬비아가 콜롬비아와 베네수엘라 등으로 분할된 후부터였다. 양국은 영해 구분선을 자국에게 유리하게 하기 위해, 각자 다른 버전의 문서 혹은 식민지 역사 사실에 근거하여 영유권을 주장하기도 하였다.
1941년 영토 구분선은 협상 끝에 일단 확정되었다. 하지만 영해 구분선은 아직 논란 중이다.
1952년, 콜롬비아 장관이 로스 몬헤스 군도에 대한 베네수엘라에 대한 영유권을 인정하면서부터 문제가 되었다. 당시, 콜롬비아 의회는 이 선언을 승인하지 않았지만, 시간이 지나면서 최종적으로 국제 사회는 이것을 국제적인 협정으로 간주하였다.

## 경제적 중요성

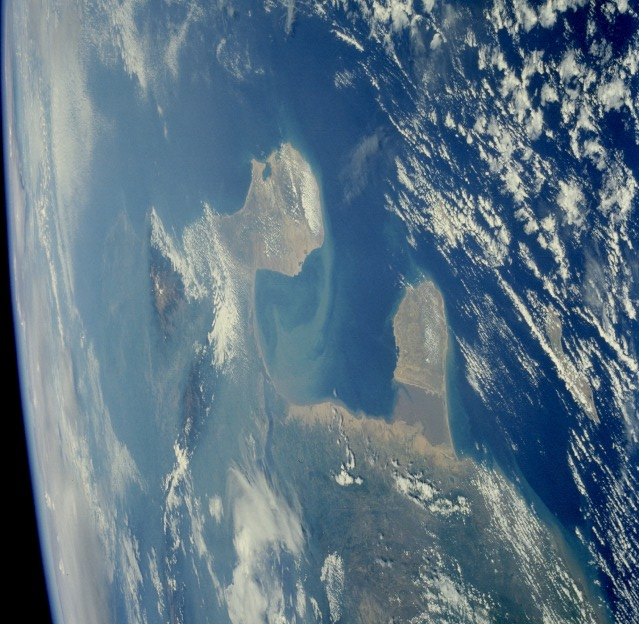
위성 사진.

베네수엘라만은 마라카이보 호수와 카리브해를 연결해주는 역할을 한다. 마라카이보 호수 지역과 그 인접지역은 막대한 양의 원유 산지이다. 여기서 산출된 원유는 선박에 의해 베네수엘라만을 거쳐 세계 각지로 공급된다.
이 뿐만 아니라, 베네수엘라만 지역은 전략자원의 보고로서 그 가치가 매우 뛰어나다. 베네수엘라만 지역은 아직 탐험/발굴되지 않은 천연 가스 및 석유 자원이 많이 묻혀 있는 것으로 알려져 있다.